# Hiram Lowatt et Placido
Hiram Lowatt et Placido est une série de bandes dessinées d'aventure écrite par David B., dessinée par Christophe Blain et mise en couleurs par Blain (tome 1) puis Walter (tome 2). Ses deux volumes ont été publiés par Dargaud en 1997 et 2000.

## Synopsis
Dans l'ouest américain de la fin du XIXe siècle, Hiram Lowatt et Placido sont confrontés à des phénomènes paranormaux qu'ils tentent de comprendre.

## Personnages
- Hiram Lowatt : Journaliste au secrets of nature
- Placido : Guide indien et ami d'Hiram Lowatt

## Albums
- Dargaud, coll. « Poisson pilote » :

1. La Révolte d'Hop-Frog, 1997  (ISBN 2-205-04482-6).
2. Les Ogres, 2000  (ISBN 2-205-04674-8)[1].

## Anecdotes
Si le premier volume est dessiné en couleur directe dans un style expressionniste, le second est colorisé à l'ordinateur à la manière de la grande série de Blain : Isaac le pirate.